# Вишківська селищна територіальна громада
Вишківська селищна громада — територіальна громада в Україні, в Хустському районі Закарпатської області. 
Адміністративний центр — селище Вишково. 
Площа становить 179,9 км². Населення - 16109 ос. (2020 р.).

## Історія
Утворена 12 червня 2020 року шляхом об'єднання Вишківської селищної і Велятинської сільської рад Хустського району.

## Населені пункти
У складі громади 1 селище (Вишково) і 5 сіл:
- с. Модьорош
- с. Ракош
- с. Шаян
- с. Яблунівка
- с. Велятино